# Sites historiques et culturels majeurs protégés au niveau national (Jiangxi)
Liste de sites historiques et culturels majeurs protégés au niveau national au niveau de la province du Jiangxi, en République populaire de Chine.

## Première à cinquième liste
| Nom (Nom chinois)                                                                | Numéro | Classement                 | Lieu                       | Époque                                                      | Photographie |
| -------------------------------------------------------------------------------- | ------ | -------------------------- | -------------------------- | ----------------------------------------------------------- | ------------ |
| Mémoriel de la création du « Bayi » de Nanchang (zh) (“八一”起义指挥部旧址)      | 1-13   | 革命遗址及革命纪念建筑物   | Nanchang                   | 1927                                                        |              |
| Vestiges de la révolution à Jinggangshan (zh) (井冈山革命遗址)                   | 1-17   | 革命遗址及革命纪念建筑物   | Jinggangshan, Ji'an        | 1927 — 1929                                                 |              |
| Vestiges de la révolution à Ruijin (zh) (瑞金革命遗址)                           | 1-20   | 革命遗址及革命纪念建筑物   | Ruijin, Ganzhou            | 1931 — 1934                                                 |              |
| Ancien site du club des mineurs de la route Anyuan (zh) (安源路矿工人俱乐部旧址) | 2-4    | 革命遗址及革命纪念建筑物   | Pingxiang                  | 1922                                                        |              |
| Site des anciens fours à céramiques de Hutian                                    | 2-53   | vestiges anciens           | Jingdezhen                 | Cinq Dynasties — Ming                                       |              |
| 宁都起义指挥部旧址 (zh)                                                          | 3-31   | 革命遗址及革命纪念建筑物   | Xian de Ningdu, Ganzhou    | 1931                                                        |              |
| Grotte du rocher de Tongtian (zh) (通天岩石窟)                                   | 3-52   | temple grotte              | Ganzhou                    | Song — Ming                                                 |              |
| Pont Guanyin (zh) (观音桥)                                                       | 3-67   | 古建筑及历史纪念建筑物     | Xian de Xingzi, Jiujiang   | Song                                                        |              |
| Académie de la Grotte du cerf blanc (白鹿洞书院                                  | 3-74   | 古建筑及历史纪念建筑物     | Xian de Xingzi, Jiujiang   | Qing                                                        |              |
| maison folklorique de Xiangjilang (zh) (祥集弄民宅)                              | 3-90   | 古建筑及历史纪念建筑物     | Jingdezhen                 | Ming                                                        |              |
| Ancien site du camp de concentration de Shangrao (zh) (上饶集中营旧址)           | 3-162  | 古建筑及历史纪念建筑物     | Shangrao                   | 1941 — 1942                                                 |              |
| Vestiges de la ville de Wu (zh) (吴城遗址)                                       | 4-25   | vestiges anciens           | Zhangshu, Yichun           | Shang                                                       |              |
| Site des fours à céramique de Hongzhou (zh) (洪州窑遗址)                         | 4-42   | vestiges anciens           | Fengcheng, Yichun          | Dynastie Jin de l'Est — Tang                                |              |
| Château de Ganzhou (zh) (赣州城墙)                                               | 4-105  | édifice ancien             | Ganzhou                    | Song — Ming                                                 |              |
| 庐山会议旧址 (zh)及庐山别墅 (zh)建筑群 (庐山会议旧址及庐山别墅建筑群)            | 4-219  | 近现代重要史迹及代表性建筑 | Jiujiang                   | 1902 — 1937                                                 |              |
| 湘赣省委机关旧址 (zh)                                                            | 4-234  | 近现代重要史迹及代表性建筑 | Xian de Yongxin, Ji'an     | 1931 — 1934                                                 |              |
| 闽浙赣省委机关旧址 (zh) (闽浙赣省委机关旧址)                                     | 4-235  | 近现代重要史迹及代表性建筑 | Xian de Hengfeng, Shangrao | 1932 — 1934                                                 |              |
| Grotte de Xianren                                                                | 5-54   | vestiges anciens           | Xian de Wannian, Shangrao  | Paleolithique — Néolithique                                 |              |
| Vestiges de la ville de Zhuwei (zh) (筑卫城遗址)                                 | 5-55   | vestiges anciens           | Zhangshu, Yichun           | Néolithique — Dynastie Zhou orientale                       |              |
| 铜岭铜矿遗址 (zh)                                                                | 5-56   | vestiges anciens           | Ruichang, Jiujiang         | Shang, Zhou                                                 |              |
| Vestiges du four de Jizhou (zh)                                                  | 5-57   | vestiges anciens           | Xian de Ji'an, Ji'an       | Song, Yuan                                                  |              |
| 仙水岩崖墓群 (zh)                                                                | 5-167  | tombeau ancien             | Guixi, Yingtan             | Période des printemps et des automnes, Royaumes combattants |              |
| ancien ensemble architectural de Liukangcun (zh) (流坑村古建筑群)                | 5-334  | édifice ancien             | Xian de Le'an, Fuzhou      | Ming, Qing                                                  |              |
| Xinwei de Guanxi (zh) (关西新围) - 燕翼围                                        | 5-335  | édifice ancien             | Xian de Longnan, Ganzhou   | Qing                                                        |              |

## Sixième liste
| Nom (Nom chinois)                                                                                     | Numéro | Classement                 | Lieu                      | Époque                                 | Photographie |
| --- | ------ | -------------------------- | ------------------------- | -------------------------------------- | ------------ |
| 樊城堆遗址 (zh)                                                                                       | 6-99   | vestiges anciens           | Zhangshu, Yichun          | Néolithique                            |              |
| 牛头城址 (zh)                                                                                         | 6-100  | vestiges anciens           | Xian de Xingan, Ji'an     | Shang à Zhou                           |              |
| 白口城址 (zh)                                                                                         | 6-101  | vestiges anciens           | Xian de Taihe, Ji'an      | Han à Dynasties du Nord et du Sud      |              |
| 李渡烧酒作坊遗址 (zh)                                                                                 | 6-102  | vestiges anciens           | Xian de Jinxian           | Yuan à Qing                            |              |
| 御窑厂窑址 (zh)                                                                                       | 6-103  | vestiges anciens           | Jingdezhen                | Ming à Qing                            |              |
| 朱轼墓 (zh)                                                                                           | 6-255  | tombeau ancien             | Gao'an                    | Qing                                   |              |
| Forêt de pagodes du temple Zhenru                                                                     | 6-601  | édifice ancien             | Xian de Yongxiu, Jiujiang | Tang à Yuan                            |              |
| Tour Dabaoguan (zh) (大宝光塔)                                                                        | 6-602  | édifice ancien             | District de Ganxian       | Tang                                   |              |
| Tour bouddhiste de Ganzhou (zh) (赣州佛塔)                                                            | 6-603  | édifice ancien             | Zhangshu, Yichun          | Song                                   |              |
| Pont Jishui (zh) (鸣水桥)                                                                             | 6-604  | édifice ancien             | Zhangshu, Yichun          | Song                                   |              |
| Pont arc-en-ciel Qinghua (zh) (清华彩虹桥)                                                            | 6-605  | édifice ancien             | Xian de Wuyuan            | Song à Qing                            |              |
| 袁州谯楼 (zh) 袁州谯楼                                                                                | 6-606  | édifice ancien             | Yichun                    | Song à Qing                            |              |
| 鹅湖书院 (zh) 鹅湖书院                                                                                | 6-607  | édifice ancien             | Xian de Yanshan           | Ming à Qing                            |              |
| 婺源宗祠 (zh) 婺源宗祠                                                                                | 6-608  | édifice ancien             | Xian de Wuyuan            | Ming à Qing                            |              |
| 理坑村民居 (zh) 理坑村民居                                                                            | 6-609  | édifice ancien             | Xian de Wuyuan            | Ming à Qing                            |              |
| Meiguan et ancienne route postale (zh) 梅关和古驿道                                                   | 6-610  | édifice ancien             | Xian de Dayu              | Ming                                   |              |
| Paifang de la famille Chen (zh) 陈氏牌坊                                                              | 6-611  | édifice ancien             | Xian de Jinxian           | Ming                                   |              |
| Qingyunpu 青云谱                                                                                      | 6-612  | édifice ancien             | Nanchang                  | Qing                                   |              |
| 秀峰摩崖 (zh) 秀峰摩崖                                                                                | 6-829  | grotte temple sculptée     | Xian de Xingzi, Jiujiang  | Tang à République de Chine (1912-1949) |              |
| 泷冈阡表碑 (zh) 泷冈阡表碑                                                                            | 6-830  | grotte temple sculptée     | Xian de Yongfeng, Ji'an   | Song                                   |              |
| 大智彭氏家族石刻 (zh) 大智彭氏家族石刻                                                                | 6-831  | grotte temple sculptée     | Xian d'Anfu               | Ming                                   |              |
| 美孚洋行旧址 (zh) 美孚洋行旧址                                                                        | 6-970  | 近现代重要史迹及代表性建筑 | Jiujiang                  | Qing                                   |              |
| 兴国革命旧址 (zh) 兴国革命旧址                                                                        | 6-971  | 近现代重要史迹及代表性建筑 | Xian de Xingguo           | 1929～1933年                           |              |
| 罗坊会议和兴国调查会旧址 (zh) 罗坊会议和兴国调查会旧址                                                | 6-972  | 近现代重要史迹及代表性建筑 | Xinyu                     | 1930                                   |              |
| 湘鄂赣革命根据地旧址 (zh) 湘鄂赣革命根据地旧址                                                        | 6-973  | 近现代重要史迹及代表性建筑 | Xian de Wanzai            | 1932～1934                             |              |
| 中央红军长征出发地旧址 (zh) 中央红军长征出发地旧址                                                    | 6-974  | 近现代重要史迹及代表性建筑 | Xian de Yudu              | 1934                                   |              |
| Site historique de l'armée de terre de la Nouvelle Quatrième armée à Nanchang (zh) 南昌新四军军部旧址 | 6-975  | 近现代重要史迹及代表性建筑 | Nanchang                  | 1938                                   |              |
| 拾年山遗址 (zh) 拾年山遗址                                                                            | 7-0206 | vestiges anciens           | Xinyu                     | Néolithique                            |              |

## Septième liste
La 7e liste est établie le 5 mars 2013, suivit de la 7a, le 25 avril 2014 au niveau national et est la suivante pour le Jiangxi :
| Nom (Nom chinois)                                                             | Numéro | Classement                 | Lieu                            | Époque                     | Photographie |
| ----------------------------------------------------------------------------- | ------ | -------------------------- | ------------------------------- | -------------------------- | ------------ |
| 社山头遗址 (zh) 社山头遗址                                                    | 7-0207 | vestiges anciens           | District de Guangfeng, Shangrao | Néolithique à Zhou         |              |
| 角山板栗山遗址 (zh) 角山板栗山遗址                                            | 7-0208 | vestiges anciens           | Yingtan                         | Shang                      |              |
| 界埠粮仓遗址 (zh) 界埠粮仓遗址                                                | 7-0209 | vestiges anciens           | Xian de Xingan, Ji'an           | Royaumes combattants       |              |
| 枭阳城遗址 (zh) 枭阳城遗址                                                    | 7-0210 | vestiges anciens           | Xian de Duchang, Jiujiang       | Han                        |              |
| 宝山金银矿治遗址 (zh) 宝山金银矿治遗址                                        | 7-0211 | vestiges anciens           | Xian de Jinxi, Fuzhou           | Tang                       |              |
| 银山银矿遗址 (zh) 银山银矿遗址                                                | 7-0212 | vestiges anciens           | Dexing                          | Tang, Song                 |              |
| 七里镇窑址 (zh) 七里镇窑址                                                    | 7-0213 | vestiges anciens           | Ganzhou                         | Tang à Ming                |              |
| 包家金矿遗址 (zh) 包家金矿遗址                                                | 7-0214 | vestiges anciens           | Xian de Shangrao                | Tang à Ming                |              |
| 凤凰山铁矿遗址 (zh) 凤凰山铁矿遗址                                            | 7-0215 | vestiges anciens           | Xian de Fenyi, Xinyu            | Tang à Ming                |              |
| 白舍窑遗址 (zh) 白舍窑遗址                                                    | 7-0216 | vestiges anciens           | Xian de Nanfeng, Fuzhou         | Song                       |              |
| 蒙山银矿遗址 (zh)                                                             | 7-0217 | vestiges anciens           | Xian de Shanggao, Yichun        | Song à Yuan                |              |
| Vestiges de l'atelier de fabrication de papier Hualin (zh) (华林造纸作坊遗址) | 7-0218 | vestiges anciens           | Gao'an                          | Song, Yuan, Ming           |              |
| 丽阳窑址 (zh)                                                                 | 7-0219 | vestiges anciens           | Jingdezhen                      | Yuan, Ming                 |              |
| 李洲坳东周墓葬 (zh)                                                           | 7-0589 | tombeau ancien             | Xian de Jing'an, Yichun         | Zhou orientaux             |              |
| 吴平墓群 (zh)                                                                 | 7-0590 | tombeau ancien             | Yichun                          | 西汉至情                   |              |
| 紫金城城址与铁河古墓群 (zh)                                                   | 7-0591 | tombeau ancien             | Xian de Xinjian, Nanchang       | Han                        |              |
| 吉水东吴墓 (zh)                                                               | 7-0592 | tombeau ancien             | Xian de Jishui, Ji'an           | Trois royaumes             |              |
| 文天祥墓 (zh)                                                                 | 7-0593 | tombeau ancien             | Ji'an                           | Yuan                       |              |
| 谭纶墓 (zh)                                                                   | 7-0594 | tombeau ancien             | Xian de Yihuang, Fuzhou         | Ming                       |              |
| 朱权墓与乐安王墓 (zh)                                                         | 7-0595 | tombeau ancien             | Xian de Xinjian, Nanchang       | Ming                       |              |
| 明益藩王墓地 (zh)                                                             | 7-0596 | tombeau ancien             | Xian de Nancheng, Fuzhou        | Ming                       |              |
| 乘广禅师塔和甄叔禅师塔 (zh)                                                   | 7-1100 | édifice ancien             | Xian de Shangli, Pingxiang      | Tang                       |              |
| 石钟山古建筑及石刻 (zh)                                                       | 7-1101 | édifice ancien             | Xian de Hukou                   | Tang à République de Chine |              |
| 槎滩陂 (zh)                                                                   | 7-1102 | édifice ancien             | Xian de Taihe, Ji'an            | Cinq Dynasties             |              |
| Tour de la pagode Yongfu (zh) (永福寺塔)                                      | 7-1103 | édifice ancien             | Xian de Yiyang, Shangrao        | Song                       |              |
| Pont Fengqu (zh) (逢渠桥)                                                     | 7-1104 | édifice ancien             | Xian de Yifeng, Yichun          | Song                       |              |
| 马祖塔亭 (zh)                                                                 | 7-1105 | édifice ancien             | Xian de Jing'an, Yichun         | Song                       |              |
| 大胜塔 (zh)                                                                   | 7-1106 | édifice ancien             | Jiujiang                        | Song à Ming                |              |
| 万安城墙 (zh)                                                                 | 7-1107 | édifice ancien             | Xian de Wan'an, Ji'an           | Song à Ming                |              |
| 紫阳堤 (zh)                                                                   | 7-1108 | édifice ancien             | Xian de Xingzi, Jiujiang        | Song du Sud                |              |
| 龙虎山古建筑群 (zh)                                                           | 7-1109 | édifice ancien             | Guixi, Yingtan                  | Song du Sud, Yuan, Qing    |              |
| Jarding Ming (zh)                                                             | 7-1110 | édifice ancien             | Jingdezhen                      | Ming                       |              |
| Tour Suojiang (锁江楼塔                                                       | 7-1111 | édifice ancien             | Jiujiang                        | Ming                       |              |
| 庐山赐经亭 (zh)                                                               | 7-1112 | édifice ancien             | Jiujiang                        | Ming                       |              |
| 景贤贾氏宗祠 (zh)                                                             | 7-1113 | édifice ancien             | Gao'an                          | Ming                       |              |
| 三清山古建筑群 (zh)                                                           | 7-1114 | édifice ancien             | Xian de Yushan, Dexing          | Ming                       |              |
| 龙图学士和刺史传芳牌楼门 (zh)                                                 | 7-1115 | édifice ancien             | xian de Le'an, Fuzhou           | Ming à Qing                |              |
| 白鹭洲书院 (zh)                                                               | 7-1116 | édifice ancien             | Ji'an                           | Ming à Qing                |              |
| 万年桥 (zh) et 聚星塔 (zh)                                                    | 7-1117 | édifice ancien             | Xian de Nancheng, Fuzhou        | Ming à Qing                |              |
| 羊角水堡 (zh)                                                                 | 7-1118 | édifice ancien             | Xian de Huichang                | Ming à Qing                |              |
| 龙溪祝氏宗祠 (zh)                                                             | 7-1119 | édifice ancien             | Xian de Guangfeng, Shangrao     | Ming à Qing                |              |
| 庐山御碑亭 (zh)                                                               | 7-1120 | édifice ancien             | Jiujiang                        | Ming à République de Chine |              |
| 安福孔庙 (zh)                                                                 | 7-1121 | édifice ancien             | Xian d'Anfu, Ji'an              | Qing                       |              |
| Pont taiping (zh) 太平桥                                                      | 7-1122 | édifice ancien             | Xian de Longnan, Ganzhou        | Qing                       |              |
| 羽琌山馆和云亭别墅 (zh)                                                       | 7-1123 | édifice ancien             | Xian de Jinxian, Nanchang       | Qing                       |              |
| Pont Yongzhen (zh) (永镇桥)                                                   | 7-1124 | édifice ancien             | Xian d'Anyuan, Ganzhou          | Qing                       |              |
| Pont Yudai (zh) (玉带桥)                                                      | 7-1125 | édifice ancien             | Xian de Xinfeng, Ganzhou        | Qing                       |              |
| 龚氏宗祠两牌楼及浣纱记石雕 (zh)                                               | 7-1126 | édifice ancien             | Xian de Shangrao, Shangrao      | Qing                       |              |
| 抚州玉隆万寿宫 (zh)                                                           | 7-1127 | édifice ancien             | Fuzhou                          | Qing                       |              |
| 驿前石屋里民宅 (zh)                                                           | 7-1128 | édifice ancien             | Xian de Guangchang, Fuzhou      | Qing                       |              |
| 赣州文庙 (zh)                                                                 | 7-1129 | édifice ancien             | Ganzhou                         | Qing                       |              |
| 凤山查氏宗祠 (zh)                                                             | 7-1130 | édifice ancien             | Xian de Wuyuan, Shangrao        | Qing                       |              |
| 新源俞氏宗祠 (zh)                                                             | 7-1131 | édifice ancien             | Xian de Wuyuan, Shangrao        | Qing                       |              |
| 浒崦名分堂戏台 (zh)                                                           | 7-1132 | édifice ancien             | Leping                          | Qing                       |              |
| 镇窑 (zh)                                                                     | 7-1133 | édifice ancien             | Jingdezhen                      | Qing                       |              |
| 东生围 (zh)                                                                   | 7-1134 | édifice ancien             | Xian d'Anyuan, Ganzhou          | Qing                       |              |
| 罗田岩石刻 (zh)                                                               | 7-1538 | grotte temple sculptée     | Xian de Yudu, Ganzhou           | Song à République de Chine |              |
| 南岩石窟 (zh)                                                                 | 7-1539 | grotte temple sculptée     | Xian de Yiyang, Shangrao        | Song                       |              |
| 同文书院 (zh)                                                                 | 7-1757 | 近现代重要史迹及代表性建筑 | Jiujiang                        | Qing à République de Chine |              |
| 陈宝箴、陈三立故居 (zh)                                                       | 7-1758 | 近现代重要史迹及代表性建筑 | Xian de Xiushui, Jiujiang       | 1831                       |              |
| 盛公祠 (zh)                                                                   | 7-1759 | 近现代重要史迹及代表性建筑 | Pingxiang                       | 1898                       |              |
| 总平巷矿井口 (zh)                                                             | 7-1760 | 近现代重要史迹及代表性建筑 | Pingxiang                       | 1898                       |              |
| 湘赣边界秋收起义前敌委员会旧址 (zh)                                           | 7-1761 | 近现代重要史迹及代表性建筑 | Xian de Tonggu, Yichun          | 1927                       |              |
| 东固平民银行旧址 (zh)                                                         | 7-1762 | 近现代重要史迹及代表性建筑 | Ji'an                           | 1928 ~ 1930                |              |
| 君埠红一方面军总司令部旧址 (zh)                                               | 7-1763 | 近现代重要史迹及代表性建筑 | Xian de Yongfeng, Shangrao      | 1929                       |              |
| 富田村诚敬堂 (zh)                                                             | 7-1764 | 近现代重要史迹及代表性建筑 | Ji'an                           | 1929 ~ 1931                |              |
| 渼陂红四军总部旧址 (zh)                                                       | 7-1765 | 近现代重要史迹及代表性建筑 | Ji'an                           | 1930                       |              |
| “二七”陂头会议旧址 (zh)                                                       | 7-1766 | 近现代重要史迹及代表性建筑 | Ji'an                           | 1930                       |              |
| 寻乌调查旧址 (zh)                                                             | 7-1767 | 近现代重要史迹及代表性建筑 | Xian de Xunwu, Ganzhou          | 1930                       |              |
| 中共苏区中央局旧址 (zh)                                                       | 7-1768 | 近现代重要史迹及代表性建筑 | Xian de Ningdu, Ganzhou         | 1931                       |              |
| 中华苏维埃共和国中央革命军事委员会旧址 (zh)                                   | 7-1769 | 近现代重要史迹及代表性建筑 | Ruijin, Ganzhou                 | 1931 ~ 1932                |              |
| 瑞金中央工农红军学校旧址 (zh)                                                 | 7-1770 | 近现代重要史迹及代表性建筑 | Ruijin, Ganzhou                 | 1932                       |              |
| 瑶里改编旧址 (zh)                                                             | 7-1771 | 近现代重要史迹及代表性建筑 | Xian de Fuliang, Jingdezhen     | 1938                       |              |
| 上高会战遗址 (zh)                                                             | 7-1772 | 近现代重要史迹及代表性建筑 | Xian de Shanggao, Yichun        | 1941                       |              |
| 邓小平旧居与劳动车间 (zh)                                                     | 7-1773 | 近现代重要史迹及代表性建筑 | Xian de Xinjian, Nanchang       | 1969 ~ 1972                |              |

## Huitième liste
La 8e liste est publiée le 7 octobre 2019 au niveau national et est la suivante pour le Jiangxi :
| Nom (Nom chinois)                         | Numéro       | Classement                 | Lieu                                   | Époque                                      | Photographie |
| ----------------------------------------- | ------------ | -------------------------- | -------------------------------------- | ------------------------------------------- | ------------ |
| 老虎墩遗址 (zh)                           | 8-0056-1-056 | vestiges anciens           | Xian de Jing'an, Yichun                | Néolithique                                 |              |
| 山背遗址 (zh)                             | 8-0057-1-057 | vestiges anciens           | Xian de Xiushui, Jiujiang              | Néolithique, Xia, Zhou et Zhou occidentale  |              |
| 锅底山遗址 (zh)                           | 8-0058-1-058 | vestiges anciens           | Xian de Yihuang, Fuzhou                | Néolithique à Xia, Zhou et Zhou occidentale |              |
| 南窑遗址 (zh)                             | 8-0059-1-059 | vestiges anciens           | Leping, Jingdezhen                     | Tang                                        |              |
| 五府山银铅矿遗址 (zh)                     | 8-0060-1-060 | vestiges anciens           | District de Xinzhou, Shangrao          | Tang à Song                                 |              |
| 浮梁双峰塔 (zh)                           | 8-0335-3-138 | édifice ancien             | Xian de Fuliang, Jingdezhen            | Song du Nord                                |              |
| 福寿沟 (zh)                               | 8-0336-3-139 | édifice ancien             | Ganzhou, district de Zhanggong         | Song du Nord                                |              |
| 浮梁红塔 (zh)                             | 8-0337-3-140 | édifice ancien             | Xian de Fuliang, Jingdezhen            | Song du Nord à Ming                         |              |
| Paifang Dasima (zh) 大司马牌坊            | 8-0338-3-141 | 古建筑                     | Xian de Yihuang, Fuzhou                | Ming                                        |              |
| 龙南乌石围 (zh)                           | 8-0339-3-142 | édifice ancien             | municipalité de Longnan                | Ming                                        |              |
| 济美石坊 (zh)                             | 8-0340-3-143 | édifice ancien             | Xian de Fengxin, Yichun                | Ming                                        |              |
| 棠阴古建筑群 (zh)                         | 8-0341-3-144 | édifice ancien             | Xian de Yihuang, Fuzhou                | Ming à Qing                                 |              |
| 官溪胡氏宗祠 (zh)                         | 8-0342-3-145 | édifice ancien             | Xian de Yushan, Shangrao               | Ming à Qing                                 |              |
| 十都王家大屋 (zh)                         | 8-0343-3-146 | édifice ancien             | 广丰区, Shangrao                       | Qing                                        |              |
| 奎璧联辉民宅 (zh)                         | 8-0344-3-147 | édifice ancien             | Xian de Guangchang, Fuzhou             | Qing                                        |              |
| 浮梁县衙 (zh)                             | 8-0345-3-148 | édifice ancien             | Xian de Fuliang, Jingdezhen            | Qing                                        |              |
| 玉山考棚 (zh)                             | 8-0346-3-149 | édifice ancien             | Xian de Yushan, Shangrao               | Qing                                        |              |
| 浒湾书坊建筑群 (zh)                       | 8-0347-3-150 | édifice ancien             | Xian de Jinxi Fuzhou                   | Fin des Qing et République de Chine         |              |
| 九江姑塘海关旧址 (zh)                     | 8-0612-5-096 | 近现代重要史迹及代表性建筑 | District de Lianxi (濂溪区), Jiujiang  | 1902～1931                                  |              |
| 安源路矿工人补习夜校旧址 (zh)             | 8-0613-5-097 | 近现代重要史迹及代表性建筑 | District d'Anyuan, Pingxiang           | 1922                                        |              |
| 工农革命军第一军第一师第一团团部旧址 (zh) | 8-0614-5-098 | 近现代重要史迹及代表性建筑 | Xian de Xiushui, Jiujiang              | 1927                                        |              |
| 中共赣西南第一次党代会旧址 (zh)           | 8-0615-5-099 | 近现代重要史迹及代表性建筑 | District de Qingyuan, Ji'an            | 1930                                        |              |
| 峡江会议旧址 (zh)                         | 8-0616-5-100 | 近现代重要史迹及代表性建筑 | Xian de Xiajiang, Ji'an                | 1930                                        |              |
| 水西红三军团指挥部旧址 (zh)               | 8-0617-5-101 | 近现代重要史迹及代表性建筑 | District de Yushui, Xinyu              | 1930                                        |              |
| 黄陂中共苏区中央局第一次扩大会议旧址 (zh) | 8-0618-5-102 | 近现代重要史迹及代表性建筑 | Xian de Ningdu, Ganzhou                | 1931                                        |              |
| 宁都会议旧址 (zh)                         | 8-0619-5-103 | 近现代重要史迹及代表性建筑 | Xian de Ningdu, Ganzhou                | 1932                                        |              |
| 中央苏区第四次反“围剿”战役遗址 (zh)       | 8-0620-5-104 | 近现代重要史迹及代表性建筑 | Xian de Le'an et Xian de Jinxi, Fuzhou | 1933                                        |              |
| 叶坪马克思共产主义学校旧址 (zh)           | 8-0621-5-105 | 近现代重要史迹及代表性建筑 | Ruijin, Ganzhou                        | 1933～1934                                  |              |
| 湖坊中共闽赣省委、省革委、省军区旧址 (zh) | 8-0622-5-106 | 近现代重要史迹及代表性建筑 | Xian de Lichuan, Fuzhou                | 1933～1935                                  |              |
| 井塘中共中央分局、中央政府办事处旧址 (zh) | 8-0623-5-107 | 近现代重要史迹及代表性建筑 | Xian de Yudu, Ganzhou                  | 1934～1935                                  |              |
| 中共中央东南分局旧址 (zh)                 | 8-0624-5-108 | 近现代重要史迹及代表性建筑 | District de Xihu, Nanchang             | 1938～1939                                  |              |
| 马家洲集中营旧址 (zh)                     | 8-0625-5-109 | 近现代重要史迹及代表性建筑 | Xian de Taihe, Ji'an                   | 1940～1945                                  |              |